# Masato Kitayama
Masato Kitayama (japanisch 北山 眞任, thailändisch มาซาโตะ คิตะยามะ; * 14. Februar 1998 in Hiroshima) ist ein japanisch-thailändischer Eishockeyspieler der seit 2020 für Aware Bangkok in der Siam Hockey League spielt.

## Karriere
Masato Kitayama, der in Japan zur Welt gekommen war, spielte 2016/17 für den ECC Preussen Berlin in der DNL2, wurde aber auch in den Herrenteams des Vereins in der drittklassigen Oberliga Ost und viertklassigen Regionalliga Ost eingesetzt. Nach zwei Jahren bei Kotkan Titaanit aus der finnischen U20 Suomi-sarja, kehrte er 2019 nach Berlin zurück, wo er beim EHC Berlin Blues erneut in der Regionalliga Ost auf dem Eis stand. Seit 2020 spielt er für Aware Bangkok in der Siam Hockey League.

### International
Kitayama spielte beim IIHF Challenge Cup of Asia 2014 erstmals für Thailand und belegte dort den vierten Platz. Auch 2015, 2016, 2017, als er zum besten Spieler seiner Mannschaft gewählt wurde und als mit Platz drei erstmals ein Medaillenrang erreicht wurde, und 2018, als der zweite Platz errungen wurde und er selbst zum besten Stürmer des Turniers gewählt wurde, nahm er am Challenge Cup teil. Zudem nahm er an den Südostasienspielen 2017, als die Silbermedaille gewonnen wurde, und 2019, als der Titel gewonnen wurde, teil. Zudem spielte er bei den Winter-Asienspielen 2017, als die Mannschaft die zweitklassige Division I gewann.
Im Weltmeisterschaftssystem der IIHF nahm er erstmals an der Qualifikation zur Division III 2019, als er zum besten Spieler seiner Mannschaft gewählt wurde, teil. Es folgten die Teilnahmen an den Turnieren der Division III 2022, als er gemeinsam mit seinen Landsleuten Jan Isaksson und Phanuruj Suwachirat bester Torschütze des Turniers war, 2023 und 2024, als der Aufstieg in die Division II gelang. Zudem spielte er bei den Qualifikationsturnieren für die Olympischen Winterspiele in Peking 2022 und in Mailand 2026.

## Erfolge und Auszeichnungen
| - 2017 Bronzemedaille beim IIHF Challenge Cup of Asia - 2017 Silbermedaille bei den Südostasienspielen - 2018 Silbermedaille beim IIHF Challenge Cup of Asia - 2018 Bester Stürmer beim IIHF Challenge Cup of Asia - 2019 Goldmedaille beim IIHF U20 Challenge Cup of Asia 2019 der Division I | - 2019 Goldmedaille bei den Südostasienspielen - 2022 Aufstieg in die Division III, Gruppe A, bei der Weltmeisterschaft der Division III, Gruppe B - 2022 Bester Torschütze der Weltmeisterschaft der Division III, Gruppe B (gemeinsam mit Jan Isaksson und Phanuruj Suwachirat) - 2024 Aufstieg in die Division II, Gruppe B, bei der Weltmeisterschaft der Division III, Gruppe A |